# Tourterelle (couleur)
Pour l’article homonyme, voir Tourterelle.

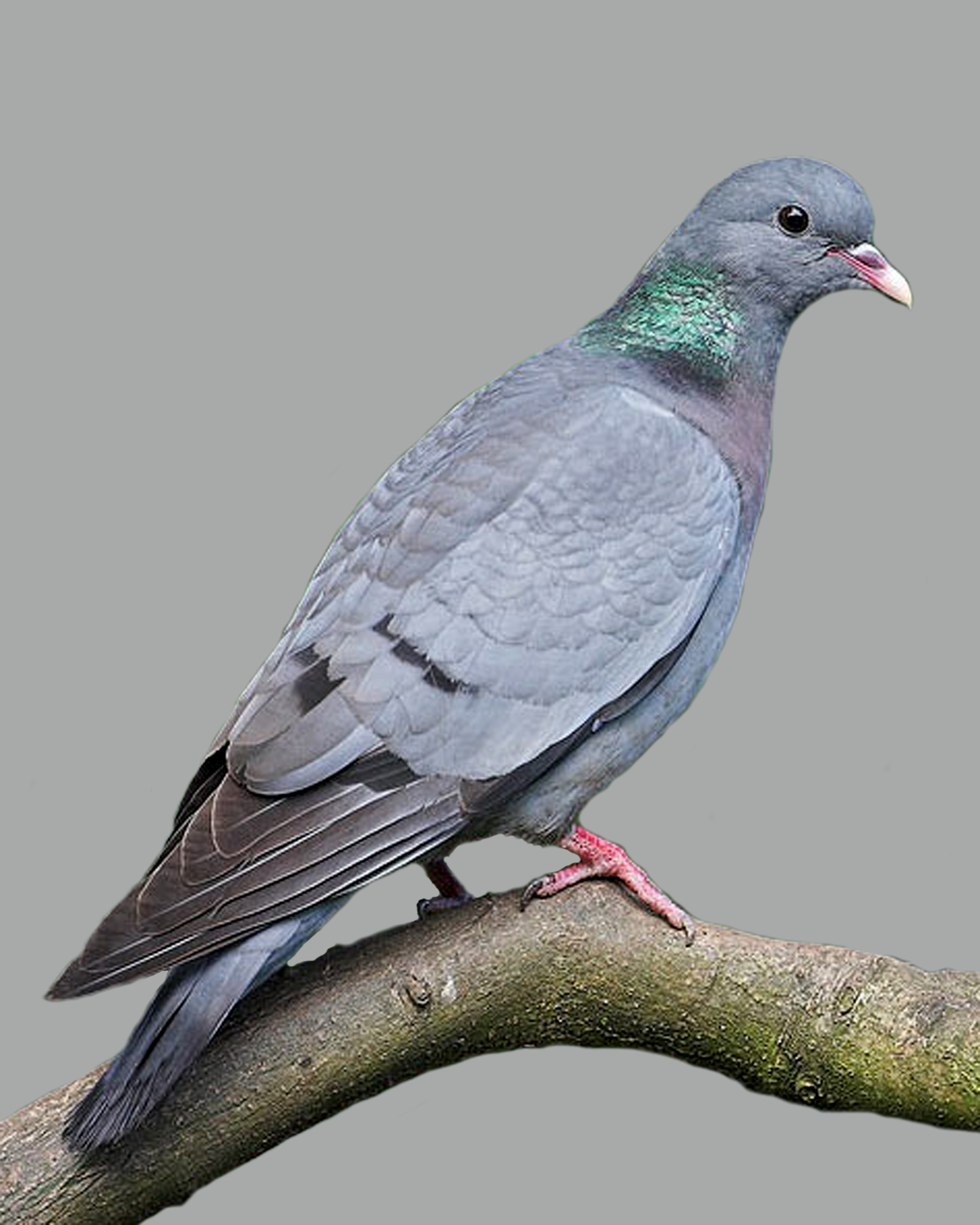
Pigeon colombin

Les noms de couleur tourterelle, gris tourterelle, gris pigeon, colombin, gorge de pigeon, etc.  sont des dénominations de fantaisie en usage dans le domaine de la mode, d'après l'aspect du plumage d'oiseaux de la famille des Columbidae, dont les couleurs, très variables, ne peuvent servir de référence.
Dans plusieurs cas, l'apparence visuelle de ces plumes ne provient pas seulement de pigments, ce sont aussi des couleurs structurelles : « … que dire de certaines appellations fantaisistes et fausses comme (…) « gorge de pigeon » (qui pourra jamais en reproduire les fines irisations) ». Selon le Dictionnaire de l’Académie française, colombin « est d'une couleur changeante et qui varie entre le rouge et le violet ». Pour Paillot de Montabert, « la laque colombine est d'un rose bleuâtre ».

## Nuanciers
Le  nuancier RAL donne un RAL 5014 bleu pigeon.
Dans les nuanciers commerciaux, on trouve, en peinture pour la décoration gris tourterelle ; en textile, colombin, colombin ; en fil à broder 453 gris tourterelle, 452 gris pigeon, 1297 colombin, 1298 colombin.

## Des couleurs irisées
Les plumes de la gorge du pigeon colombin présentent des couleurs structurelles, dont l'apparence nacrée ne peut se reproduire par d'autres moyens ; mais des matières qui ne présentent pas aux deux yeux exactement la même couleur ont plus de titre à des noms inspirés par l'aspect de ces plumes que celles qui ne peuvent le faire. Un satin brillant, une peinture métallisée peuvent s'en approcher plus que les couleurs d'un écran ou d'une peinture mate.